# 庞鸿文
龐鴻文（1845年—1909年），字伯絅，号絅堂，江蘇常熟塘桥镇人。晚清官員。

## 生平
庞钟璐长子，精通词、赋。清光绪二年（1876年）丙子二甲十四名进士，选庶吉士。光绪六年四月，散館后，授翰林院編修。曾任湖北学政，历任国子监司业、太常寺少卿、通政司副使等。戊戌政变后，稱病辞官归里。宣统元年（1909年）病卒。著有《常昭合志稿》五十卷。

## 家庭
- 父道光二十七年（1847年）丁未科探花龐鍾璐。
- 胞弟光緒六年（1880年）庚辰科进士龐鴻書。
- 孙现代画家庞薰琹。[2]